# Šobes
Šobes (německy Schobes) je jedna z nejstarších a nejznámějších viničních tratí v České republice. Nachází se v lokalitě Devět mlýnů uprostřed Národního parku Podyjí, v katastru vinařské obce Podmolí ve znojemské vinařské podoblasti. Přístupná je buď starou Římskou cestou z Podmolí, nebo snadněji z Hnanic.
Díky své poloze na jižním úbočí skalního ostrohu v meandru řeky Dyje má specifické mikroklima a vína z této vinice patří mezi velmi ceněná. Vinici v současnosti vlastní společnost Znovín Znojmo, která ji zakoupila od obce Podmolí v roce 1995.
Lokalita byla osídlena již ve starší době kamenné. Pravěké hradiště zde bylo v době bronzové, osídlení i v čase Keltů a v době římské. Již ve středověku byla lokalita využívána k pěstování vinné révy. Víno bylo proslulé svojí kvalitou a zejména v 19. století dodáváno na císařský dvůr a do význačných vídeňských restaurací. Plocha celé viniční trati je asi 16 ha, vinná réva se pěstuje na ploše asi 11 ha. Zbytek plochy zabírá meruňkový sad. Lokalita je řazena mezi deset nejlepších vinařských poloh v Evropě.
V nejužším místě šobeského meandru je výhled na obě strany hřbetu. V okolí je teplomilná doubrava s hojným výskytem parazitického ochmetu evropského. Po hřbetu vede tzv. Římská cesta – stará obchodní cesta spojující již od raného středověku české země a Rakousko.

## Spor o Šobes

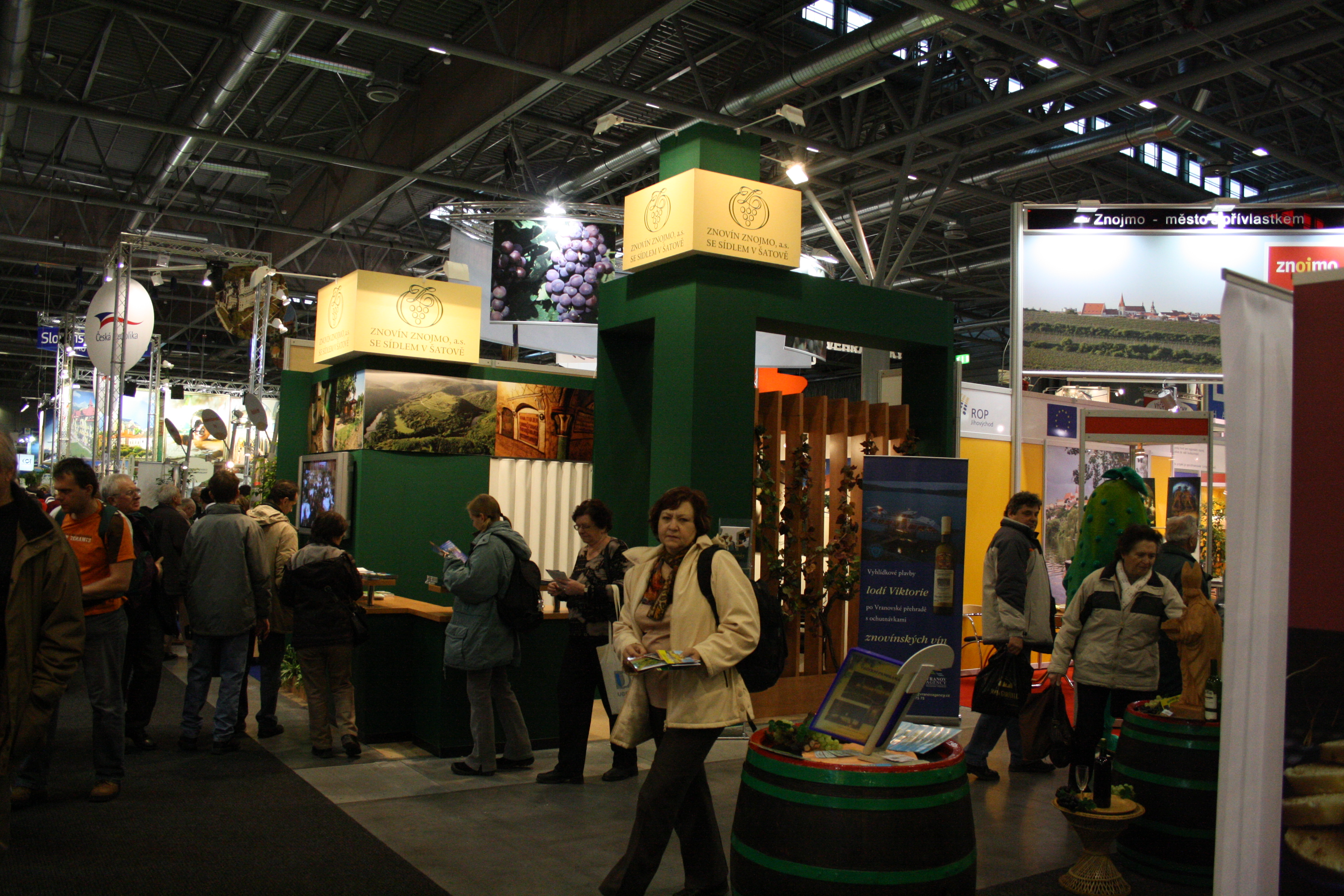
Prezentace společnosti Znovín Znojmo na veletrhu Regiontour 2010

V roce 1995 část vinice (necelých 7 hektarů) koupila společnost Znovín Znojmo od obce Podmolí. V roce 2007 nové vedení obce v čele se starostou Josefem Frélichem prodej zpochybnilo a podalo určovací žalobu s cílem dosáhnout jejího zrušení. Záměr prodeje nebyl údajně vyvěšen na obecní vývěsce a nerozhodlo o něm zastupitelstvo. Předmětem kritiky byla také údajně nízká cena.
V prosinci 2007 Okresní soud ve Znojmě žalobu zamítl s odkazem na institut vydržení. Proti rozhodnutí soudu se obec odvolala. V dubnu 2009 Krajský soud v Brně odvolání zamítl a definitivně potvrdil rozhodnutí okresního soudu.
Právní zástupkyně obce podala dovolání k Nejvyššímu soudu, který jej však v květnu 2011 odmítl jako nepřípustné. Obec neuspěla ani s ústavní stížností, kterou v srpnu 2011 Ústavní soud odmítl jako zjevně neopodstatněnou.
Dalším problémem, který se objevil v souvislosti s prodejem Šobesu, je opomenutí správy národního parku, která má ze zákona na pozemky na území parku předkupní právo. Podle vyjádření bývalého zaměstnance správy národního parku prodej zaznamenali se zpožděním, ale rozhodli se nepodnikat žádné právní kroky, protože na vinici hospodařit nehodlali a proto ji nechtěli a považovali za správné, že ji získal Znovín. Zástupce ředitele správy Národního parku Podyjí Jan Kos uvedl, že by mohli za pozemky nabídnout pouze odhadní cenu a pokud by jiný zájemce nabídnul cenu vyšší, mohl by je koupit. Kos také dodal, že pokud by vinici vlastnili, stejně by ji pronajímali a nájemcem by byl pravděpodobně Znovín.